# Arzu Film
Arzu Film Sanayi ve Ticaret A.Ş., abgekürzt mit Arzu Film, ist eine von dem Produzent und Regisseur Ertem Eğilmez und dem bekannten türkischen Schauspieler Kartal Tibet 1963 gegründete türkische Film-Produktionsfirma. Derzeitiger Geschäftsführer ist Ferdi Eğilmez, der Sohn von einem der Gründer.
Arzu Film ist eine der größten Filmproduktionsfirmen der Türkei und schuf zahlreiche türkische Kinokassenschlager, die teilweise auch heute noch zu den Evergreens des türkischen Films zählen. In der türkischen Filmgeschichte spielte Arzu Film eine nicht unbedeutende Rolle.
Seit Gründung lieferte die Produktionsgesellschaft gute Kommerzware in allen gefragten Genres. So entstand zum Beispiel die Filmreihe um den Superhelden Tarkan ebenso wie die türkische Spielart der Italo-Western. Diese Tradition setzt die Produktionsgesellschaft bis heute fort.
Auch der später zu Ruhm gelangte türkische Filmschauspieler Şener Şen erhielt von Arzu Film 1975 seine erste Nebenrolle (Badi Ekrem in Hababam Sınıfı) angeboten, nachdem er zuvor nicht über die eines Statisten hinausgekommen war. Auch das erste Angebot einer Hauptrolle kam von Ertem Eğilmez und seiner Arzu Film, wurde jedoch schließlich zu Gunsten einer anderen Rolle abgelehnt. Der Schauspieler Kemal Sunal, von Ertem Eğilmez 1973 entdeckt, hatte in Hababam Sınıfı ebenfalls seine erste große Rolle.

## Produktionen
- 1964: Gözleri ömre bedel
- 1964: Fatosun fendi Tayfuru yendi
- 1965: Sürtük
- 1965: Helal adanalı celal
- 1965: Bilen kazanıyor
- 1965: Taçsiz kral
- 1966: Seni seviyorum
- 1966: Seni bekleyeceğim
- 1966: Ölmeyen aşk
- 1966: Denizciler geliyor
- 1966: Bir millet uyanıyor
- 1966: Ben bir sokak kadınıyım
- 1966: Allahaısmarladık yavrum
- 1966: Senede bir gün
- 1967: Yasli gözler
- 1967: Silahları ellerinde öldüler
- 1967: Ömre bedel kız
- 1967: Kara Davut
- 1967: Elveda
- 1967: Surtugun kızı
- 1967: Büyük kin
- 1968: Yayla kartalı
- 1968: Sevemez kimse seni
- 1968: Nilgün
- 1968: Maskeli beşlerin dönüsü
- 1968: Maskeli beşler
- 1968: Ingiliz Kemal
- 1968: Gönüllü kahramanlar
- 1969: Tarkan
- 1969: Mezarımı taştan oyun
- 1969: Hazreti Ali
- 1969: Fakir kızı Leyla
- 1969: Çakircali Mehmet Efe
- 1969: Aysecik ile Ömercik
- 1969: Allah’in aslanı Ali
- 1969: Acı ile karışık
- 1970: Tarkan gümüş eyer
- 1970: Dikkat… Kan aranıyor
- 1971: Tarkan Viking kanı
- 1971: Senede bir gün
- 1971: Hayat sevince güzel
- 1971: Beyoğlu güzeli
- 1972: Tarkan: Altın madalyon
- 1972: Sev kardesim
- 1972: Karaoğlan geliyor
- 1973: Tarkan güçlü kahraman
- 1973: Oh Olsun
- 1974: Salak milyoner
- 1974: Ich kam aus dem Dorfe in die Stadt (Köyden İndim Şehire), mit Kemal Sunal als Şaban
- 1974: Kanlı deniz
- 1974: Boş ver arkadaş
- 1975: Die chaotische Klasse (Hababam Sınıfı)
- 1975: Hababam sinifi sinifta kaldi
- 1975: Ah nerede
- 1976: Tosun Paşa, mit Şener Şen als Lütfü
- 1976: Die Milchbrüder (Süt Kardeşler), mit Kemal Sunal als Şaban
- 1976: Hababam Sınıfı uyaniyor
- 1976: Öyle olsun
- 1977: Nehir
- 1977: Şaban Oğlu Şaban
- 1977: Hababam Sınıfı Tatilde, mit Şener Şen als Body Ekrem
- 1977: Gülen gözler, mit Şener Şen als Vecihi
- 1977: König der Hausmeister (Çöpçüler kralı / Kapıcılar Kralı), mit Kemal Sunal („Beste männliche Hauptrolle“ des Antalya Film Festivals) und Şener Şen (als Zabıta Amir)
- 1977: Cennetin çocukları
- 1978: Sultan, mit Şener Şen als Bakkal Bahtiyar
- 1978: Neşeli günler, mit Şener Şen als Ziya
- 1978: Kibar Feyzo, mit Şener Şen als Maho Ağa
- 1978: Hababam Sınıfı Dokuz Doğuruyor, mit Şener Şen als Body Ekrem
- 1981: Hababam Sınıfı güle güle
- 1987: Selamsız bandosu
- 1988: Zengin mutfağı
- 1988: Kaçamak
- 1989: Arabesk, mit Şener Şen als Şener
- 1999: Asansor
- 1999: Hure Byzanz (Kahpe Bizans), Koproduktion mit Özen Film
- 2005: Die chaotische Klasse in der Armee (Hababam Sınıfı Askerde)
- 2005: Die maskierte Bande (Maskeli besler intikam pesinde), Koproduktion mit Fida Film
- 2006: Die chaotische Klasse 3,5 (Hababam Sınıfı Üç Buçuk)

(alle von der Firma produzierten Western findet man in der Liste europäischer Western)